# Solanum ammophilum
Solanum ammophilum är en potatisväxtart som beskrevs av Anthony R. Bean. Solanum ammophilum ingår i släktet skattor som ingår i familjen potatisväxter. Inga underarter finns listade i Catalogue of Life.